# IC 3233
IC 3233 — галактика типу S0 (спіральна галактика) у сузір'ї Діва.
Цей об'єкт міститься в оригінальній редакції індексного каталогу.